# Pinar del Río (tỉnh)
Pinar del Río là tỉnh cực Tây của Cuba.

## Địa lý
Tỉnh Pinar del Río bao gồm một phần của ba dãy núi chính ở Cuba và Cordillera de Guaniguanico. Nó được chia thanh 2 phần: phía Đông là Sierra del Rosario, phía Tây là Sierra de los Organos. Khu vực này có phong cảnh rất đặc trưng: những đồi đá vôi dốc (thường được gọi là mogotes), những miền đầm lầy, thung lũng màu mỡ. Một trong số nhưng thắng cảnh ở khu vực này (Thung lũng Viñales đã được UNESCO công nhận là Di sản văn hóa thế giới.
Bờ biển phía Bắc của Pinar del Río thông ra vịnh Mexico, và được chắn ngang quần đảo Colorado, một chuỗi các đảo nhỏ và đá ngầm. Điểm đến nổi tiếng nhất ở phía Tây Cuba là Cabo San Antonio nằm trên vùng thung lũng Guanahacabibes, một trong số các Công viên quốc gia và Khu dự trữ sinh quyển nổi tiếng của Cuba.

## Khu tự quản
| Tên gọi             | Dân số (2004) | Diện tích (km²) | Tọa độ                                        | Chú ý   |
| ------------------- | ------------- | --------------- | --------------------------------------------- | ------- |
| Bahía Honda         | 45968         | 784             | 22°54′23″B 83°09′49″T / 22,90639°B 83,16361°T |         |
| Candelaria          | 19523         | 299             | 22°44′40″B 82°57′57″T / 22,74444°B 82,96583°T |         |
| Consolación del Sur | 87500         | 1112            | 22°30′0″B 83°30′55″T / 22,5°B 83,51528°T      |         |
| Guane               | 35893         | 717             | 22°12′2″B 84°05′1″T / 22,20056°B 84,08361°T   |         |
| La Palma            | 35426         | 621             | 22°45′22″B 83°33′12″T / 22,75611°B 83,55333°T |         |
| Los Palacios        | 38950         | 786             | 22°34′57″B 83°14′56″T / 22,5825°B 83,24889°T  |         |
| Mantua              | 26065         | 915             | 22°17′27″B 84°17′14″T / 22,29083°B 84,28722°T |         |
| Minas de Matahambre | 34419         | 858             | 22°34′57″B 83°56′57″T / 22,5825°B 83,94917°T  |         |
| Pinar del Río       | 190532        | 708             | 22°25′33″B 83°41′18″T / 22,42583°B 83,68833°T | tỉnh lỵ |
| San Cristóbal       | 70830         | 936             | 22°43′1″B 83°03′4″T / 22,71694°B 83,05111°T   |         |
| San Juan y Martínez | 45061         | 409             | 22°16′0″B 83°50′2″T / 22,26667°B 83,83389°T   |         |
| San Luis            | 34085         | 765             | 22°16′59″B 83°46′4″T / 22,28306°B 83,76778°T  |         |
| Sandino             | 39245         | 1718            | 22°04′52″B 84°13′18″T / 22,08111°B 84,22167°T |         |
| Viñales             | 27129         | 704             | 22°36′55″B 83°42′57″T / 22,61528°B 83,71583°T |         |

Nguồn: Population from 2004 Census. Area from 1976 municipal re-distribution.